# Stichodactyla tapetum

Stichodactyla tapetum es una especie de anémona de mar, de la familia Stichodactylidae.
Es de las denominadas anémonas hospedantes, que mantienen una relación mutualista con otros animales, en su caso con especies de gambas como Periclimenes brevicarpalis o Thor amboinensis. De esta manera, las gambas se protegen de sus predadores entre los tentáculos urticantes de la anémona, y esta se beneficia de la limpieza de su disco oral y tentáculos como consecuencia de los continuos movimientos de las gambas.

## Morfología
Su cuerpo es cílindrico. Su extremo basal es un disco plano que funciona como pie, el disco pedal, y su extremo apical es el disco oral, el cual tiene la boca en el centro, y alrededor tentáculos compuestos de cnidocitos, células urticantes provistas de neurotoxinas paralizantes en respuesta al contacto. La anémona utiliza este mecanismo para evadir enemigos o permitirle ingerir presas más fácilmente hacia la cavidad gastrovascular.
Los tentáculos son cortos, 0.25–0.50 mm, con la punta redondeada, densamente dispuestos y pueden estar coloreados en diversos colores. La zona central y el disco oral sin tentáculos.
Es la anémona del género de menor tamaño, alcanza los 15 cm de diámetro, aunque lo normal es que no superen los 4 o 5 cm.

## Hábitat y distribución
Suelen habitar en fondos rocosos, en frentes de arrecife y arrecifes exteriores. Zonas de pendiente con corriente moderada.
Entre 1 y 20 m de profundidad.
Se distribuyen en aguas tropicales del océano Indo-Pacífico, desde la costa este africana, el mar Rojo, India, Indonesia, Australia, Nueva Guinea y hasta las islas Fiyi.

## Alimentación
Las anémonas contienen algas simbióticas llamadas zooxantelas. Las algas realizan la fotosíntesis produciendo oxígeno y azúcares, que son aprovechados por las anémonas, y se alimentan de los catabolitos de la anémona (especialmente fósforo y nitrógeno). No obstante, las anémonas se alimentan tanto de los productos que generan estas algas (entre un 75 y un 90 %), como de las presas de zooplancton o peces, que capturan con sus tentáculos.

## Reproducción
Las anémonas se reproducen tanto asexualmente, por división, en la que el animal se divide por la mitad de su boca formando dos clones; o utilizando glándulas sexuales, encontrando un ejemplar del sexo opuesto. En este caso, se genera una larva plánula ciliada que caerá al fondo marino y desarrollará un disco pedal para convertirse en una nueva anémona.

## Mantenimiento
Es una especie fácil de mantener en cautividad. Requiere acuarios maduros, con, al menos, 12 meses de funcionamiento. El acuario debe contar con sustrato arenoso y roca viva, para que pueda enterrar su pie.
Necesita iluminación alta y corriente moderada.